# Marby församling
Marby församling var en församling i Härnösands stift och i Åre kommun i Jämtlands län. Församlingen uppgick 2006 i Västra Storsjöbygdens församling.
Församlingskyrka var Marby nya kyrka.

## Administrativ historik
Församlingen har medeltida ursprung. 
Den 1 januari 1977 överfördes 10 områden till Marby församling från närliggande församlingar. Från Norderö församling överfördes 9 områden med sammanlagt 58 invånare och omfattande en areal av 50,4 km² (varav 48,1 km² land). Från Ovikens församling överfördes ett område med 9 invånare och omfattande en areal av 0,4 km² (varav 0,4 km² land).
Församlingen uppgick 2006 i Västra Storsjöbygdens församling.

### Pastorat
- Medeltiden till omkring 1350: Moderförsamling i pastoratet Hallen och Marby.
- 1350-talet till 1 maj 1889: Annexförsamling i pastoratet Sunne, Norderö, Frösö, Hallen och Marby.
- 1 maj 1889 till 2006: Moderförsamling i pastoratet Hallen och Marby.[4]

## Kyrkor
- Marby gamla kyrka
- Marby nya kyrka